# Carlos Fioravanti
Carlos Fioravanti é um jornalista brasileiro. Escreve sobre ciência, ambiente e tecnologia desde 1985. É editor especial da Revista Fapesp desde 2007.
Fez graduação em Comunicação Social com Habilitação em Jornalismo pela USP (Universidade de São Paulo), obtendo seu diploma em 1983. Duas décadas depois, fez uma especialização em pelo Reuters Institute for the Study of Jornalism da Universidade de Oxford, Inglaterra, em 2007, e doutorado em Política Científica e Tecnológica pela Universidade Estadual de Campinas, em 2010.
Já escreveu mais de mil artigos jornalísticos, para jornais (como o O Estado de S. Paulo e Gazeta Mercantil), para revistas nacionais (como IstoÉ, Globo Ciência, Ciência Hoje, Nova Escola) e internacionais (como Nature Medicine e Lancet).
Já publicou artigos acadêmicos e científicos. Em um deles, publicado em 2018, analisou o jornalismo da saúde, em que moléculas ainda em estudo são anunciadas como promissoras, mas que na grande maioria das vezes não se tornam medicamentos produzidos de fato.
Durante sua carreira, Carlos recebeu diversos prêmios por seu trabalho. Ao receber o Prêmio José Reis de Divulgação Científica e Tecnológica, do CNPq, em 2020, afirmou que é um momento em que a ciência e o jornalismo precisam ser valorizados.

## Prêmios
- Prêmio de Reportagem sobre a Biodiversidade da Mata Atlântica (2003, 2004-coautor, 2006, 2008 e 2014)[1]
- Stop TB Partnership Award for Excellence in Reporting on Tuberculosis (2009)[1]
- Prêmio de Jornalismo Medtronic 2014[1]
- I Premio de Periodismo Científico del Mercosul (2018)[1]
- Prêmio Jornalista Tropical (2018)[1]
- 40º Prêmio José Reis de Divulgação Científica e Tecnológica (2020) - Categoria Jornalista em Ciência e Tecnologia[4][7]

Foi finalista no Health Care Digital Media Award (2015) e no Prêmio Roche de Jornalismo em Saúde (2013).
Ficou em segundo lugar no 9º Prêmio de Reportagem sobre a Biodiversidade da Mata Atlântica, pela reportagem "Semeadores de Florestas".
Em 2018, obteve o terceiro lugar do prêmio de Jornalismo Científico do Mercosul, categoria escrita profissional, pela matéria “Examinando a vacina contra febre amarela”.
Recebeu a menção honrosa no Prêmio Nacional de Biodiversidade (2015).